# Ignacio Oliveri Albisu
Ignacio María Oliveri Albisu (Rentería, 1943) es un ingeniero técnico y político español de ideología nacionalista vasca.

## Biografía
Miembro del Partido Nacionalista Vasco (PNV), durante el primer gobierno vasco dirigido por el lendakari, Carlos Garaikoetxea, fue nombrado jefe de gabinete de la consejería de Educación. En 1984 fue elegido diputado al Parlamento Vasco para, en 1986, renunciar al escaño y presentarse, con éxito, al Congreso de los Diputados. Tras la crisis del PNV, Oliveri Albisu se unió a las tesis de Carlos Garaikoetxea y se integró en Eusko Alkartasuna (EA), donde fue secretario general, formación con la que fue de nuevo elegido diputado al Congreso en 1989 encabezando la lista por Guipúzcoa. En 1991 renunció al escaño en Madrid y fue elegido diputado por segunda vez del Parlamento Vasco, renovando el escaño en las elecciones de 1994 y de 1998.
Fue consejero de Educación, Universidades e Investigación del Gobierno Vasco en tres ocasiones: brevemente durante la IV legislatura, entre febrero y octubre de 1991, en sustitución de José Ramón Recalde Díez, y de 1995 a 1999, en sustitución de Fernando Buesa Blanco, en ambos casos bajo la presidencia de José Antonio Ardanza; después ocupó la consejería en el primer gobierno formado por el lendakari Juan José Ibarretxe, entre 1999 y 2001. Ese año anunció su retirada de la política tras sus desavenencias con Carlos Garaikoetxea que le separaron dos años antes de la secretaría general de Eusko Alkartasuna. Posteriormente fue nombrado rector de la Universidad de Mondragón, cargo que ejerció hasta 2006.